# Gladys Kokorwe
Gladys Kokorwe (sinh ngày 28 tháng 11 năm 1947) là một chính trị gia Botswana, người đã là Chủ tịch Quốc hội kể từ tháng 11 năm 2014. Bà là thành viên của Đảng Dân chủ Botswana (BDP).
Trước khi tham gia chính trị, Kokorwe là một công chức cao cấp. Bà đã được bầu vào Quốc hội tại cuộc tổng tuyển cử năm 1994, và làm trợ lý bộ trưởng trong chính phủ của Festus Mogae từ năm 1999 đến 2004. Bà là phó diễn giả từ năm 2004 đến 2008, và sau đó là bộ trưởng trong chính phủ của Ian Khama từ năm 2008 đến năm 2009, khi bà rời quốc hội. Kokorwe từng là đại sứ của Botswana tại Zimbabwe từ năm 2009 đến 2014, và sau đó tham gia lại chính trị sau cuộc bầu cử năm 2014, khi bà là ứng cử viên BDP thành công cho người phát ngôn nước này.

## Tuổi thơ
Kokorwe sinh ra ở Cape Town, Nam Phi, nơi cha bà (đến từ Botswana) đang làm việc. Bà được gửi trở lại Botswana khi mới 10 tuổi và đến trường tiểu học ở Thamaga, quận Kweneng. Việc học cấp hai của bà đã hoàn thành tại Moeng College, một trường nội trú ở Tswapong Hills. Sau khi rời trường, Kokorwe tham gia dịch vụ công cộng, nơi ban đầu bà làm công việc đánh máy và nhân viên văn thư nhỏ. Cuối cùng, bà đến để nắm giữ nhiều vị trí hành chính cấp cao khác nhau trong chính quyền địa phương, phục vụ trong các thời gian với tư cách là nhân viên thương mại cho lobatse, thư ký thị trấn của Sowa và Gaborone, và thư ký hội đồng trợ lý cho quận Kgatleng. Sau một thời gian làm giám đốc đào tạo cho các quan chức chính quyền địa phương, bà trở lại Quận Kgatleng với tư cách là giám đốc điều hành (CEO).

## Chính trị

### 1994-2008
Tại cuộc tổng tuyển cử năm 1994, Kokorwe đã được bầu vào Quốc hội đại diện cho Đảng Dân chủ Botswana (BDP), thuộc khu vực bầu cử Thamaga trước đây do Peter Mmusi (một cựu phó chủ tịch đã chết trước cuộc bầu cử). Bà chuyển sang khu vực bầu cử mới Kweneng South tại cuộc bầu cử năm 1999 và sau đó được bổ nhiệm làm Trợ lý Bộ trưởng Chính quyền địa phương (dưới quyền Bộ trưởng cao cấp Margaret Nasha) bởi Tổng thống Festus Mogae.Festus Mogae. Kokorwe bị loại khỏi bộ sau cuộc bầu cử năm 2004, nhưng thay vào đó được bầu làm phó phát ngôn viên, trở thành người phụ nữ đầu tiên giữ vị trí này. Vào tháng 3 năm 2004, bà đã bị các quan chức BDP kiểm duyệt vì đã công khai đề nghị Louis Nchindo (giám đốc điều hành của Công ty Kim cương Debswana) nên tham gia chính trị. Điều này được coi là một mối đe dọa đối với sự lãnh đạo hiện có của đảng.